# Vyborgskaja
Vyborgskaja (in russo: Выборгская, traslitterazione anglosassone: Vyborgskaya) è una stazione della Linea Kirovsko-Vyborgskaja, la Linea 1 della Metropolitana di San Pietroburgo. È stata inaugurata il 22 aprile 1975.